# Basilique de Saint-Denis (Métro Paris)
Basilique de Saint-Denis ist eine Tunnelstation der Pariser Métro. Sie befindet sich im nördlichen Pariser Vorort Saint-Denis und wird von der Métrolinie 13 bedient. Es besteht Umsteigemöglichkeit zur Straßenbahnlinie 1 an der oberirdischen gleichnamigen Haltestelle. Die Station ist nach der gleichnamigen Kathedrale von Saint-Denis benannt.
Die Station wurde am 20. Juni 1976 unter dem Namen Saint-Denis – Basilique in Betrieb genommen, als der Abschnitt des Nordost-Zweiges der Linie 13 von der Station Carrefour Pleyel bis zur Station Basilique de Saint-Denis in Betrieb genommen wurde. Bis zum 25. Mai 1998 war sie Endpunkt des nordöstlichen Zweiges der Linie 13. Mit der Verlängerung der Linie fand die Umbenennung in Basilique de Saint-Denis statt.